# Kapoestin Jar

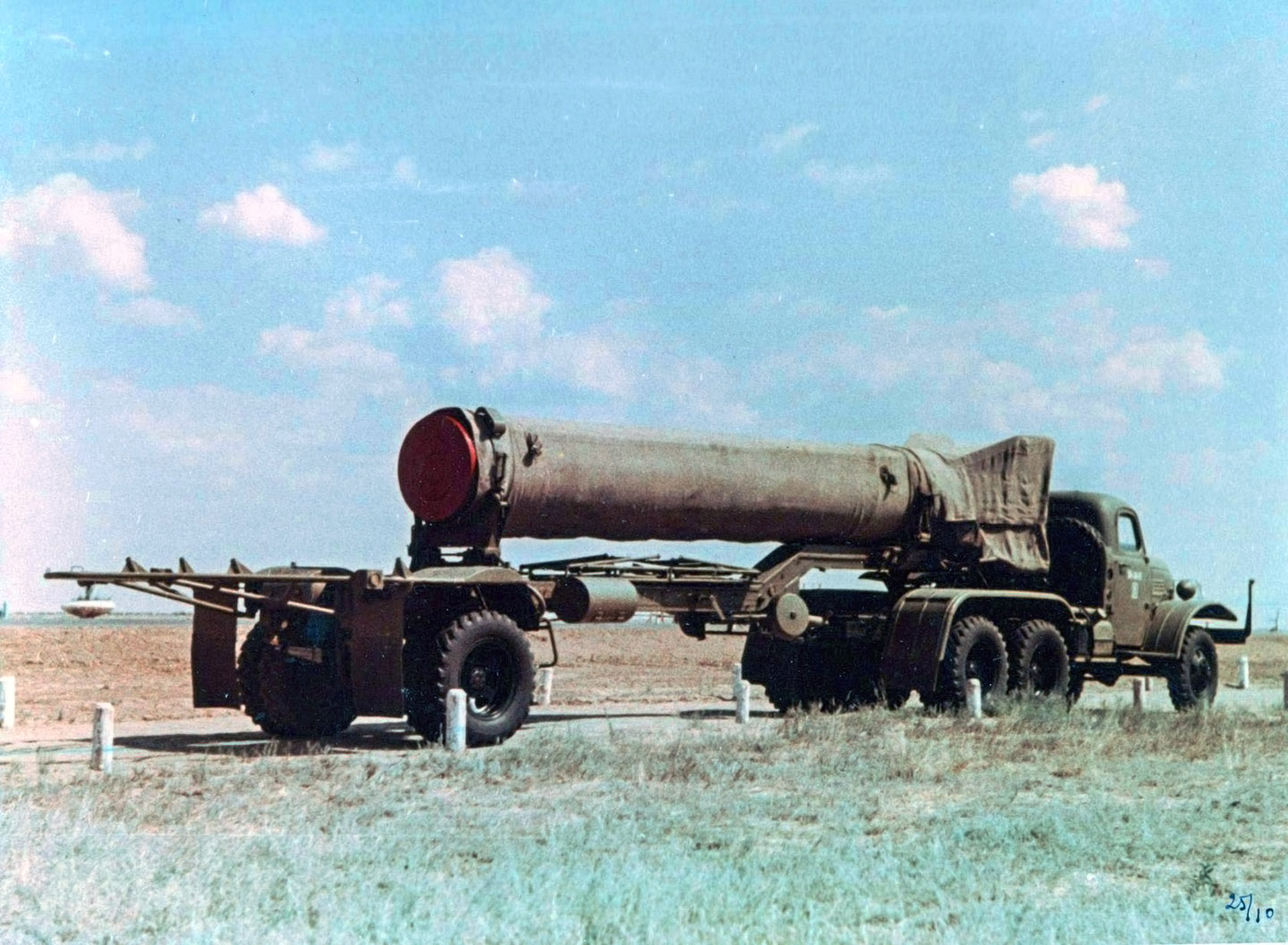
Kapoestin Jar

Kapoestin Jar (Russisch: Капустин Яр), ook bekend als het 4e staatstestterrein en Volgogradstation, is een test- en lanceerbasis voor raketten in de Russische oblast Astrachan.

## Geschiedenis
Kapoestin Jar werd in 1946 geopend, in eerste instantie om buitgemaakte rakettechnologie te testen.
De eerste lancering vanaf de basis vond plaats op 18 oktober 1947 met een uit nazi-Duitsland buitgemaakte V-2, waarmee het de eerste raketbasis van de Sovjet-Unie was.
Niet veel later werden ook eigen raketten ontwikkeld en getest. Om deze ontwikkelingen te volgen voerde de RAF in 1953 spionagevluchten uit boven het gebied. In 1957 en 1959 voerden de Amerikanen vluchten uit boven het gebied met de U-2.
Op 16 maart 1962 vond de eerste ruimtelancering vanaf Kapoestin Jar plaats met een raket uit de geheime fabriek van Zjeleznogorsk. Het ging hier om de Kosmos 1, een satelliet van 315 kg die de ionosfeer moest bestuderen. In totaal werden tot het uiteenvallen van de Sovjet-Unie 83 ruimtelanceringen uitgevoerd vanaf Kapoestin Jar, zo'n 3% van alle lanceringen. De reden dat slechts zo'n klein deel van de lanceringen vanaf deze basis gedaan werden, ligt bij de bovengenoemde gevoeligheid voor spionage en het feit dat vanaf het dichter bij de evenaar gelegen Baikonoer Kosmodroom zwaardere ladingen meegenomen konden worden.

## Historische lanceringen
- 18 oktober 1947 (V-2/A-4), eerste lancering vanaf de basis.
- 25 mei 1953 (S-25 Berkoet-luchtdoelraket), eerste succesvolle test met een echt doel.[5]
- 2 februari 1956 (Operatie Baikal: R-5M), eerste volledige test van een strategische ballistische raket.[6]
- 16 maart 1962 (Kosmos 1), eerste ruimtelancering vanaf de basis.

## Geboren
- Valeri Tokarev (1952), kosmonaut